# Baton Zabërgja
Baton Zabërgja (Vushtrri, 18 de abril de 2001) es un futbolista kosovar que juega en la demarcación de delantero para el F. C. Metalist 1925 Járkiv de la Liga Premier de Ucrania.

## Selección nacional
Tras jugar en las categorías inferiores de la selección, finalmente hizo su debut con la selección absoluta de Kosovo el 6 de junio contra Armenia en un partido amistoso que finalizó con un resultado de 5-2 a favor del combinado kosovar tras un gol de Eduard Spertsyan y un autogol de Amir Saipi para Armenia, y los goles de Lumbardh Dellova, Mërgim Vojvoda, Lindon Emërllahu y un doblete de Albion Rrahmani para Kosovo.

## Clubes
| Club                       | País    | Año       | Partidos | Goles |
| -------------------------- | ------- | --------- | -------- | ----- |
| FC Vushtrria               | Kosovo  | 2020      | 11       | 1     |
| KF Drenica                 | Kosovo  | 2020-2022 | 58       | 10    |
| SC Gjilani                 | Kosovo  | 2022-2023 | 38       | 6     |
| FC Dinamo City             | Albania | 2023-2025 | 81       | 22    |
| F. C. Metalist 1925 Járkiv | Ucrania | 2025-     |          |       |

## Palmarés

### Títulos nacionales
| Título          | Club              | País    | Año  |
| --------------- | ----------------- | ------- | ---- |
| Copa de Albania | F. C. Dinamo City | Albania | 2025 |